# M&Aクラウド
株式会社M&Aクラウド（エムアンドエークラウド、英文名：M&A Cloud ）は、M&Aマッチングプラットフォーム「M&Aクラウド」の運営及びM&Aアドバイザリー事業等を展開する会社。東京都千代田区に本社を置く。

## 概要
2015年、マクロパス株式会社創業者の及川厚博と前川拓也が共同で、合同会社M&Aクラウドを設立。M&A領域に特化したFintechサービス「M&Aクラウド」をリリースする。
2018年4月、日本初となる買い手の顔が見えるM&Aマッチングサイト「M&Aダイレクト」（現・「M&Aクラウド」）をスタート。サービス開始から1年で、買い手掲載企業100社、売り手登録企業1,000社に到達した。
2021年には、企業成長に向けたM&Aや資金調達、資本業務提携等のアライアンスをハンズオンで支援する新事業部「M&A Cloud Advisory Partners（MACAP［エムエーキャップ］）」を立ち上げ。第一号案件として、ディー・エヌ・エーによる株式会社スポーツクラブ相模原への資本参加を支援した。
2022年11月、資金と事業シナジーを調達できる資金調達に特化したプラットフォーム「資金調達クラウド」を提供開始。
2023年8月、M&Aクラウドとエージェント契約をするM&Aアドバイザーが、全国の事業承継に悩む企業のM&Aを支援するサービス「M&Aクラウドエージェント」を提供開始。
週刊東洋経済「すごいベンチャー100」2023年最新版に選出。

## 沿革
- 2015年（平成27年）12月 - 合同会社M&Aクラウドを設立。
- 2016年（平成28年）6月 -「M&Aクラウド」サービス開始。
- 2018年（平成29年）
  - 4月 -「M&Aダイレクト」（現・「M&Aクラウド」）サービス開始。
  - 8月 -「M&Aダイレクト」と「M&Aダイレクト」がサービス統合。
- 2021年（令和3年）2月 -「M&A Cloud Advisory Partners（MACAP）」サービス開始。
- 2022年（令和4年）11月 -「資金調達クラウド」サービス開始。
- 2023年（令和5年）8月 -「M&Aクラウドエージェント」サービス開始。